# Trox parvisetosus
Trox parvisetosus är en skalbaggsart som beskrevs av Ochi, Kon och Bai 2010. Trox parvisetosus ingår i släktet Trox och familjen knotbaggar. Inga underarter finns listade i Catalogue of Life.